# Kongress-Baseball-Attentat von 2017

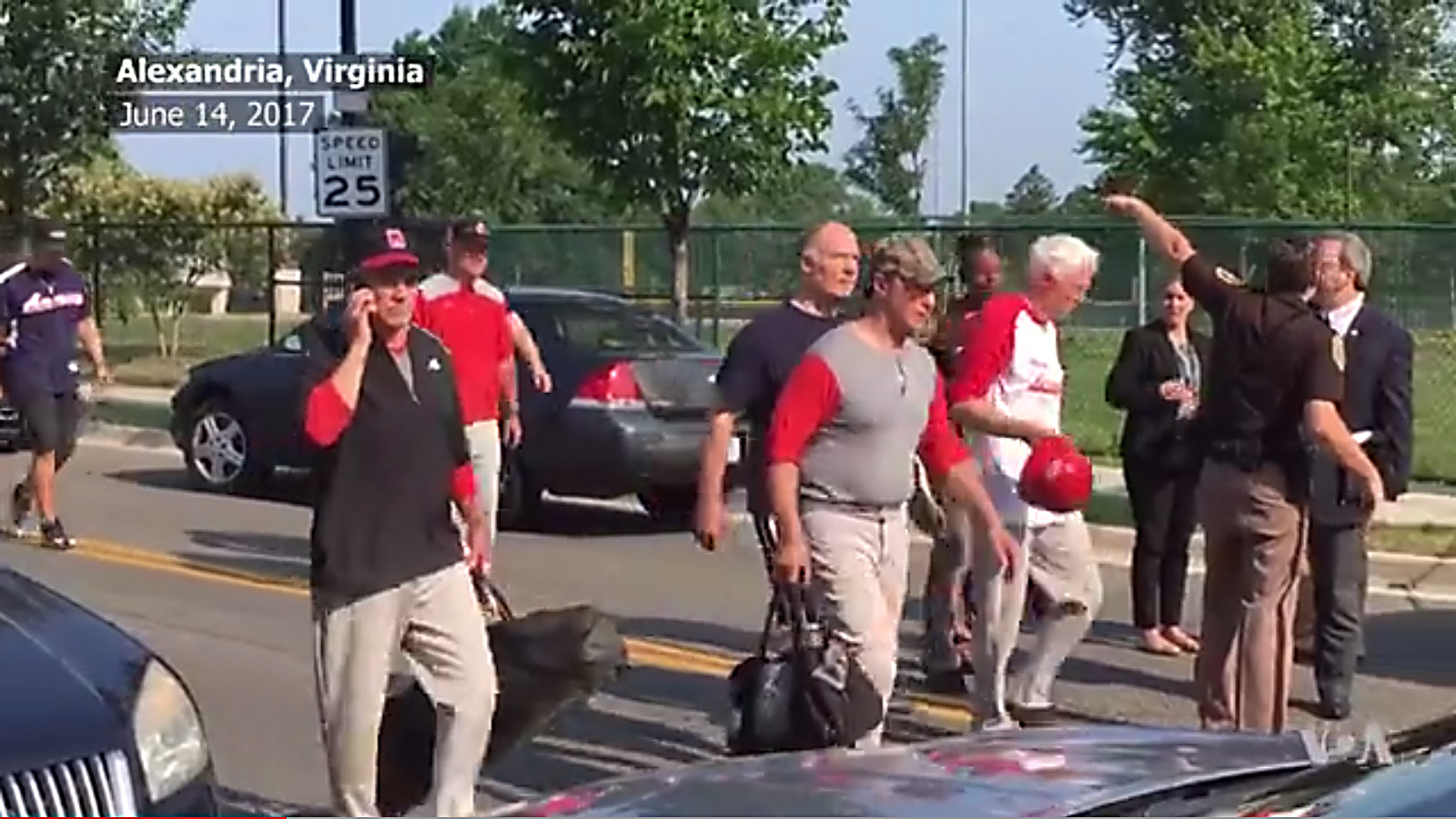
Nach dem Attentat: Trainingsteilnehmer auf dem Rückweg zum Mannschaftsbus

Das Kongress-Baseball-Attentat von 2017 war ein Angriff auf eine Gruppe von republikanischen Abgeordneten und Angestellten des Kongresses der Vereinigten Staaten am 14. Juni 2017. Während eines Baseballtrainings in Del Ray, einem Vorort von Alexandria, Virginia, brachte der Baugutachter und politische Aktivist James Hodgkinson vier Personen Schussverletzungen bei und kam selbst nach einem Schusswechsel mit der Polizei ums Leben.
Das FBI übernahm die Ermittlungen.

## Hergang und Opfer
Alljährlich findet in Washington, D.C. das Congressional Baseball Game statt, ein Benefiz-Baseballspiel zwischen Mannschaften der demokratischen und republikanischen Kongressabgeordneten. Am Mittwoch, dem 14. Juni 2017 ab 06:30 Uhr morgens (Ortszeit) trainierte die republikanische Mannschaft im Eugene Simpson Stadium Park in Alexandria für das Spiel, das tags darauf ausgetragen werden sollte. Anwesend waren etwa 15–25 Personen, darunter der House Majority Whip Steve Scalise, die texanischen Abgeordneten Roger Williams und Joe Barton, der Senator für Kentucky und Bewerber um die republikanische Präsidentschaftskandidatur 2016 Rand Paul, Senator Jeff Flake (Arizona) sowie die Kongressabgeordneten Chuck Fleischmann (Tennessee), Brad Wenstrup (Ohio), Ron DeSantis (Florida), Jeff Duncan (South Carolina), Mo Brooks und Gary Palmer (Alabama) sowie Mike Bishop und Jack Bergman (Michigan) und Rodney Davis (Illinois). Als DeSantis und Duncan gegen 7 Uhr das Training verließen, fragte sie ein Mann, ob Republikaner oder Demokraten auf dem Spielfeld seien. Sie antworteten, dass es sich um Republikaner handele.
Gegen 07:09 Uhr eröffnete der Attentäter mit einem SKS-Gewehr das Feuer auf die Personengruppe. Steve Scalise wurde an der Hüfte getroffen und erlitt durch das wandernde Geschoss lebensgefährliche innere Verletzungen, die einen mehrwöchigen Krankenhausaufenthalt mit mehrfachen Operationen erforderten; erst am 28. September 2017 trat er wieder in der Öffentlichkeit auf. Getroffen wurden auch ein Kongressangestellter von Roger Williams und ein Lobbyist des Nahrungsmittelherstellers Tyson Foods. Weitere Personen zogen sich auf der Flucht leichtere Verletzungen zu. Drei Beamte der United States Capitol Police, die zum Schutz des ranghohen Republikaners Scalise anwesend waren, lieferten sich einen Schusswechsel mit dem Angreifer; dabei wurden zwei der Polizisten ebenso wie der Angreifer verletzt. Um 07:12 Uhr trafen Kräfte der Polizei von Alexandria ein und nahmen den Täter ebenfalls unter Beschuss.
Laut verschiedener Augenzeugenberichte dauerte die Schießerei 5–10, „fast 10“ oder „mindestens 10“ Minuten. Der Attentäter wurde anschließend festgenommen und erlag nach einigen Stunden seinen Verletzungen.

## Täter
Der Täter wurde noch am selben Tag als James T. Hodgkinson identifiziert, ein 66-jähriger selbstständiger Baugutachter aus Belleville, Illinois. Im November 2016 hatte er seine Geschäftslizenz verloren. Seit März 2017 lebte er in Alexandria. Die Abgeordneten Ron DeSantis und Jeff Duncan erkannten Hodgkinson auf einem Foto als den Mann wieder, der sie nach der Parteizugehörigkeit der Baseballspieler gefragt hatte.
Hodgkinson wird in den Medien als politikinteressiert und progressiv beschrieben. Im Präsidentschafts-Vorwahlkampf 2016 hatte er Bernie Sanders unterstützt. In Leserbriefen und auf Facebook hatte er kritische, teils hasserfüllte Kommentare zu Donald Trump und der republikanischen Partei veröffentlicht. So schrieb er im März 2017: „Trump is a Traitor. Trump Has Destroyed Our Democracy. It’s Time to Destroy Trump & Co.“ (Trump ist ein Verräter. Trump hat unsere Demokratie zerstört. Es ist Zeit, Trump & Co zu zerstören.) Nach Recherchen des Daily Beast war er unter anderem Mitglied der Facebook-Gruppen Donald Trump is not my President (Donald Trump ist nicht mein Präsident), Terminate the Republican Party (Löst die Republikanische Partei auf) und The Road To Hell Is Paved With Republicans (Der Weg zur Hölle ist mit Republikanern gepflastert). Hodgkinson war davon überzeugt, dass Trumps Wahlsieg auf russische Einflussnahme zurückzuführen sei.

## Reaktionen und Folgen
Präsident Donald Trump sagte in einer ersten Stellungnahme: „Wir sind zutiefst traurig durch diese Tragödie. Unsere Gedanken und Gebete sind bei den Kongressmitgliedern, deren Mitarbeitern, der Capitol Police, den Ersteinsatzkräften (first responders) und allen anderen Betroffenen.“ Am Abend des 14. Juni besuchte er Steve Scalise, der sich in kritischem Zustand befand, im Krankenhaus.
Bernie Sanders distanzierte sich eindringlich von jeder Form von Gewalt und verurteilte die Tat aufs Schärfste („I am sickened by this despicable act. Let me be as clear as I can be, violence of any kind is unacceptable in our society and I condemn this action in the strongest possible terms.“).
Die Polizisten der Capitol Police wurden nach ihrem Einsatz als Helden gefeiert. Nach Aussage mehrerer Abgeordneter hatten sie deren Leben gerettet. Rand Paul und Rodney Davis erklärten unabhängig voneinander, die Beamten hätten ein „Massaker“ verhindert.
Die Verantwortlichen im US-Kongress entschieden, dass das Congressional Baseball Game wie geplant am 15. Juni stattfinden solle. Durch Verkauf einer Rekordzahl von 25.000 Eintrittskarten wurde etwa eine Million US-Dollar (0,9 Millionen Euro) für wohltätige Zwecke eingeworben. Die Demokraten gewannen das Spiel mit 11:2.
Scalise erholte sich zu großen Teilen durch mehrere Monate medizinischer Rehabilitation von den Folgen des Attentates und kehrte am 28. September 2017 zu seiner Arbeit im Kongress zurück. Er bezeichnete an seinem ersten Amtstag den Polizisten Bailey als „seinen Helden“ und „Lebensretter“ und dankte den Medizinern für „eine zweite Chance, zu leben“ sowie dem Republikaner Brad Wenstrup, der als Kriegsarzt im Irak die Bronze Star Medal erhalten hatte, für seinen lebensrettenden Einsatz beim Attentat. Während seiner Arbeit im Kapitol wolle Scalise die Rehabilitation fortsetzen, ließ sein Sprecher verlauten.